# جان فرانسوا فورنييه
جان فرانسوا فورنييه هو صحفي وكاتب مسرحي سويسري، ولد في 12 يناير 1966 في كانتون فاليه في سويسرا.